# 41-ша окрема механізована бригада (Україна)
41-ша окрема механізована бригада (41 ОМБр) — механізоване з'єднання Сухопутних військ Збройних сил України чисельністю у бригаду.
Базується у м. Кропивницький. Входить до складу ОК «Південь». Бригаду створено 16 березня 2023 року.
Навесні 2024 року воювала на Куп'янському напрямку, потім у боях за Часів Яр, на Торецькому напрямку, восени — у Курській області.

## Історія
У квітні 2023 року бригада публікувала дописи про підготовку піхоти і танкістів.
У серпні 2023 року українські військові 41-ї бригади розповіли британському виданню OpenDemocracy про навчання на полігонах НАТО. За їхніми словами, навчання було хоча і якісним, але дуже базовим: інструктори давали навички володіння зброєю та західною технікою. Таке навчання було погано застосовним для реалій бойових дій в Україні, а більш наближені до реальних умов тренування відбуваються вже на полігонах в Україні, де батальйони проводять злагодження на бригадному рівні.

### Бої на Куп'янському напрямку
У листопаді 2023 року військовослужбовці бригади на Куп'янському напрямку збили зі стрілецької зброї російський розвідувальний безпілотник «Орлан-10».
У новорічну ніч 2024 року розвідники бригади провели рейд у тил російських військ на Куп'янсько-Сватівському напрямку. У полон взяли трьох окупантів, а також зайняли спостережний пункт.
На лютий 2024 року бригада тримала оборону на ділянці, де росіяни намагалися захопити Синьківку, аби вийти далі до Куп'янська-Вузлового та узяти під контроль залізницю. Бійці бригади застосовували важкі безпілотники «Кажан».
Наприкінці лютого 2024 року внаслідок влучанням російського FPV-дрону у машину був поранений командир одного з батальйонів бригади. Пораненого з палаючого авто врятували його побратими.
На березень 2024 року бригада тримала оборону на Куп'янському напрямку. Бригада побудувала суттєві укріплення, і щодня відбивалася від російських атак. Зростала кількість обстрілів КАБами, дронами та артилерією. Бригада повідомляла, що протитанковий підрозділ СПГ-9 під командуванням «Рагнара» відбив російську атаку, в якій щонайменше 30 окупантів загинули.

### Оборона міста Часів Яр
Навесні 2024 року бригада зайшла на напрямок Часового Яру. Незадовго до цього командира бригади Олега Макуху замінили на Сергія Ромашка. За даними Юрія Бутусова, Макуху намагались поміняти вже кілька місяців, серед причин — відмова приймати лінію фортифікаційних споруд, на яку витратили багато грошей, але яка була непридатна для побудови оборони.
19 квітня 2024 року президент Володимир Зеленський під час робочої поїздки до Донецької області відвідав один із командних пунктів 41-ї бригади, яка на той момент обороняла Часів Яр. Президент поспілкувався з воїнами, заслухав доповідь командира бригади Сергія Ромашка щодо оперативної обстановки в зоні відповідальності бригади і зведення оборонних рубежів.
На квітень Часів Яр був під щільними атаками дронів, за словами медика бригади, для евакуації поранених іноді треба було чекати по 4 дні.
19 травня 2024 року Зеленський у своєму вечірньому відозверненні відзначив 41-шу бригаду за мужність та героїзм в обороні м. Часів Яр. Бригада на той час воювала поряд із спецпідрозділами«Кракен», «Артан» та підрозділами Нацгвардії.
У травні у танк бригади в Часовому Ярі кілька разів влучили російські дрони, на танку спалахнула пожежа, проте екіпаж вижив і врятував техніку. Згодом їх назвали «екіпажем Титанів».
На початок червня 2024 року 41-ша бригада тримала оборону міста Часів Яр разом із 241-ю бригадою ТрО та президентською бригадою. Навіть попри застосування росіянами термобаричних ракетних установок ТОС-1 та ТОС-2, українські війська стримували атаки 200 ОМСБр, 299 ДШП та 11 ОДШБр. В зоні відповідальності бригади придані частини 67-ї бригади втратили позиції, і були звинувачені у цьому. Згодом бригада тримала район «Канал», посилена підрозділами ГУР МО «Кракен» та 225-м штурмовим батальйоном. Після того як «Кракен» вивели з району «Каналу» і смугу прийняли підрозділи 41-ї бригади, оборона «Каналу» стрімко посипалась. За оцінкою Юрія Бутусова із посиланням на військовослужбовців «Кракена» та 225-го батальйону, рівень управління 41-ї бригади був низький, комбриг Сергій Ромашко реальною обстановкою не володів, взаємодія військ була слабкою.
Під час одного з боїв у Часовому Ярі військовослужбовці бригади зачищали п'ятиповерхівку. Вони натрапили на диверсійно-розвідувальну групу із зеків-росіян у трансформаторній будці неподалік будівлі і знищили її. За словами бійця бригади, дехто з росіян розмовляв українською, щоб ввести у оману українських бійців. В Часовому Ярі[уточнити] водії-бойові медики бригади вивезли[коли?] під обстрілами 6 поранених бійців. Росіяни обстрілювали евакуаційну бронемашину з мінометів, били FPV-дронами та влучили «Ланцетом», але медики виконали завдання та вивезли поранених.

### Оборона міста Торецьк та селища Нью Йорк
В липні 2024 року бригада переведена на Торецький напрямок, де мала замінити 24 ОМБр. Але вона вже була послаблена боями у Часовому Ярі, і вже не могла обороняти ввірену їй смугу через попередні втрати. Але командир бригади Сергій Ромашко давав інші доповіді. Росіяни відстежили ротацію військових частин і в перший же день захопили два ротні опорні пункти, і продовжили наступ в наступні дні. Придані підрозділи 41-ї бригади під Торецьком публічно звинуватили Сергія Ромашка в тому, що це була його відповідальність за втрату позицій, бо він не міг чесно повідомити про неспроможність виконати своїми силами такі важкі бойові завдання і звинувачував інших.
Тут росіяни значно переважали українські війська силами та технікою. Тривали постійні обстріли та бомбардування КАБами.
3 липня бійці 41-ї бригади уразили ударним БпЛА танк Т-90 «Прорив».

### Курський напрямок
У вересні 2024 року 41-ша бригада передислокувалася на Сумщину, де неподалік вже тривали бої на Курському напрямку.
Бригада показала відео боїв на Курщині 17 вересня і 8 жовтня.
12 жовтня бригада звітувала про знищення мінометних позицій росіян разом зі складом БК.
21 жовтня повідомляла про знищення 3 російських БТР на Курщині.
6 листопада 2024 року Львівська обласна військова адміністрація підписала меморандум про співпрацю з 41 окремою механізованою бригадою, на потреби бригади скерували 27 мільйонів гривень. За направлені кошти закупили станцію для радіоелектронної боротьби «Синиця».
У листопаді 2024 року повідомлялося, що один боєць знищив шістьох російських вояків.
30 листопада бригада зупинила наступ російської 810-ї бригади морської піхоти на Курщині. На відео показано знищення близько п'яти бронетранспортерів БТР-82А, оснащених антидроновим захистом та решітковими екранами.
У грудні оператор БПЛА із позивним «Ден» повітряним тараном знищив російський дрон.
На початку 2025 року бригада опублікувала відео розгрому дронами колони російської бронетехніки з автомобілів «Ахмат».
У січні 2025 року боєць бригади із позивним «Вжик» без жодного пострілу взяв у полон російського десантника на Курщині.
У березні доброволець «Перс» розповів про перший досвід боїв українських військових проти корейського угруповання на Курщині, коли знищили групу із 25 осіб.
2 квітня повідомлялося, що пілоти-аеророзвідники бригади відбили у стрілецькому бою штурмову групу росіян, що підійшла до їхніх позицій.
22 квітня повідомлялося, що медики бригади не могли евакуювати поранених автомобілем через удари російськими дронами. Тому вони пройшли 22 км під постійними обстрілами практично до російського кордону, аби врятувати поранених. Операція пройшла успішно.
6 травня 2025 року бригада отримала бойовий прапор.

## Командування
Командири:
- 2023—2024: полковник Макуха Олег Сергійович[13]
- 2024: полковник Ромашко Сергій Павлович[57][13]
- 2025: полковник Дзюба Володимир[58]

## Структура
- 1-й механізований батальйон[59]
- 2-й механізований батальйон[60]
- 3-й механізований батальйон[61]
- 410-й окремий стрілецький батальйон[62]
- танковий батальйон[63]
- Артилерійська група[64]
- Протиповітряна оборона[65]
- Розвідувальна рота[66]
- Інженерно-саперний батальйон[67]
- Ремонтно-відновлювальний батальйон[68]
- Логістичний батальйон[69]
- Рота зв'язку[70]
- Рота радіолокаційного забезпечення[71]
- Медична рота[72]
- Рота РХБЗ[73]

## Оснащення
Танки:
- Т-72АМТ і Т-64БВ

Бронетехніка:
- БМП-1 і БМП-2

Артилерія:
- 2С1 «Гвоздика», 2С3 «Акація» і БМ-21 «Град»

Зенітні комплекси:
- ЗУ-23-4

Інженерна техніка:
- Мостоукладальники і інженерні машини розгородження[78]

## Традиції
6 травня 2025 року з нагоди Дня піхоти Президент України — Верховний головнокомандувач Збройних сил України Володимир Зеленський урочисто вручив командиру 41 окремої механізованої бригади полковнику Володимиру Дзюбі бойовий прапор.

### Символіка
В емблемі 41 бригади на оливковому щиті зображено золоту фортецю з восьмипроменевою зіркою всередині, здолу перехрещено дві золоті шаблі вістрям додолу.
Фігура зірки з двома шаблями є на печатці, що нею від середини XVIII ст. користувалася Інгульська паланка, на теренах якої виникло м. Кропивницький. Зображення фортеці св. Єлизавети є як на давньому, так і сучасному міському гербі Кропивницького.

## Вшанування

### Нагороджені
Найвищими державними нагородами відзначені:
- Бакай Ігор — бойовий медик, «Золотий хрест» (2024).[79][80]

- Гвоздь Сергій Миколайович — головний сержант, Герой України (2024).
- Кокорін Сергій — артилерист, «Золотий хрест» (2025).[81][82][83][84]